# Lactaire décevant
Lactarius deceptivus, Lactifluus deceptivus
Espèce
Synonymes
- Lactarius deceptivus

Le Lactaire décevant, (Lactifluus deceptivus), est une espèce de champignons basidiomycètes de la famille des Russulaceae.

## Systématique
Le nom correct complet (avec auteur) de ce taxon est Lactifluus deceptivus (Peck) Kuntze, 1891. L'espèce a été initialement classée dans le genre Lactarius sous le basionyme Lactarius deceptivus Peck, 1885.

## Publication originale
- Kuntze, O, Revisio generum plantarum, vol. 3, 1898, p. 1-576